# Ius ubique docendi
Ius nebo Jus ubique docendi (latinsky právo kdekoliv učit) je pojem z oblasti středověkého práva spojený se vznikem zakládáním prvních evropských univerzit. 

## Historie
Termín se poprvé objevil v bule papeže Řehoře IX. z roku 1233. Tato listina byla původně určena pro papežskou univerzitu v Toulouse, stala se však vzorem pro další univerzity a do konce 13. století se předpis ius ubique docendi stal neodmyslitelnou součástí většiny univerzit.
Tituly udělené na univerzitách se schválením papeže (později též císaře) musely být respektovány v celém křesťanském světě. Teoreticky mohli profesoři, magistři a učenci z těchto škol vyučovat na kterékoliv fakultě v Evropě, ačkoli v praxi byla někdy vyžadována zkouška kandidáta (nostrifikace titulů). 
Privilegium ius ubique docendi udílené papežem sehrálo významnou roli při vzniku současné celosvětové mezinárodní vědecké komunity.